# Jan Wouter Oostenrijk

Jan Wouter Oostenrijk (né le 31 mars 1965) est un guitariste néerlandais. Il est connu pour avoir innové dans des crossovers musicaux entre la danse orientale, le blues, la musique arabo-andalouse et le jazz,,,. Il joue aussi de la guitare électrique à quarts de ton.

## Biographie
Jan Wouter Oostenrijk a grandi dans une famille de musiciens à Groningue. À l'âge de 22 ans, il s’est installé à Amsterdam, où il a terminé ses études professionnelles de guitare jazz au Conservatoire d'Amsterdam en 1994. Il a reçu le prix « Gouden Notenkraker » pour sa contribution à la musique live néerlandaise avec la formation marocaine Raï-land (1996).
Jan Wouter Oostenrijk a sorti cinq albums solos. En 2000, il a lancé « Open up your eyes » qui comprenait la composition « My friend Samir » qui a atteint le numéro un dans le Top 40 nord-africain sur Ethnocloud. L’album « Maghreb Jazz Guitar » de 2006 a reçu une Radioindy Golden Artist Award pour la meilleure musique émergente aux Ètats-Unis. Son interprétation de la très connue composition jazz Caravan de 1936 par Duke Ellington a figuré sur un album compilation qui comprenait des artistes tels que James Brown, George Duke et Natacha Atlas. En 2013, Jan Wouter Oostenrijk a sorti l’album Sharqi Blues avec l’artiste algérien Karim Ziad à la batterie et en collaboration avec Joe Zawinul et Cheb Khaled). En 2015, il a sorti son single Gnaouas in Your Soul avec le finaliste marocain Farid Ghannam de The Voice Ahla Sawt. En 2017, Jan Wouter Oostenrijk a sorti l’album We Are Connected sur Mountain Records. Jan Wouter Oostenrijk et son groupe ont fait des tournées en Europe, au Maroc, en Algérie, en Tunisie, en Égypte et au Soudan.
Jan Wouter Oostenrijk a aussi joué avec nombre d’artistes néerlandais et internationaux de premier plan dans la scène des musiques du monde et du jazz, y compris Majid Bekkas, Steve Shehan, Benjamin Herman, Hind Laroussi, Kheiredine M’Kachiche, Eric Vaarzon Morel, Sinas, Mahmoud Guinia, Ahmad el Sawy et beaucoup d'autres. Il a sa propre école de guitare, « Gitaarschool Amsterdam » et compte parmi les fondateurs de « Gitaarschool Nederland », une plateforme pour les professionnels néerlandais de la guitare dans l’enseignement de la musique. En 2018, il a rejoint l'équipe d'éducateurs américains Truefire et a publié un cours vidéo de guitare blues touareg. Cette introduction à la musique du désert du Sahara et de l’Afrique du Nord comprend des motifs de rythme et de guitare solo dans des styles de musique tels que gnaoua, Raï, chaabi, sharqi ou la musique berbère touarègue.

## Guitare électrique à quarts de ton
Pour ses compositions hybrides avec la musique arabo-andalouse, Jan Wouter Oostenrijk a construit sa propre guitare électrique à quarts de ton,. Cet instrument dispose d’une touche personnalisée avec des frettes supplémentaires conçues pour permettre au joueur de produire des micro-intervalles comme ceux utilisés dans la musique arabe, le maqâm et le taqsim. Formé aux techniques occidentales de la guitare dans les traditions de la musique classique, du jazz, du blues et du rock, Jan Wouter Oostenrijk a également étudié différents styles nord-africains et adapté sa technique pour s'adapter aux musiques du Maghreb et du Machrek.

## Discographie
- We are connected (2017) label Mountain Records[19]
- Gnawa in your soul (2015), single avec Farid Ghannam
- Station Zero (2014) New Adventures (groupe néerlandais)
- Sharqi blues (2011) label JWO/distribution Music & Words[20]
- Intergalactic Freedom (2010) avec Sinas, label Coast to Coast
- Pieprz Y Wanilia (2010) album compilation EMI avec Jan Wouter Oostenrijk - Caravan
- Maghreb jazz guitar (2009) label JWO/distribution Music & Words
- Sinas - Globalexplorations (2008) label Coast to coast
- Dutch World Music (2007), album compilation, avec Jan Wouter Oostenrijk et Barud
- Supperclub presents nomads (2007) divers artistes avec Jan Wouter Oostenrijk / Caravan
- Open up your eyes (2000) label JWO/distribution Music & Words[21]
- Noujoum Rai - Sec (1998), label Osiris
- Railand - C’est pas ma faute (1996), EMI/Absinthe
- Railand discover rhythms of Rai (1996) EMI, album compilation

## Prix et distinctions
- 1996 - Gouden Notekraker Award
- 2006 - Radioindy Golden Artist Award (Grindy)[8]
- 2015 - Nomination Best Guitarist 2015 catégorie jazz/fusion/funk/monde Benelux dans le magazine néerlandais spécialisé Guitarist.